# Classification ATC
Pour les articles homonymes, voir ATC.

Classification ATC

Le Système de classification anatomique, thérapeutique et chimique (en anglais : Anatomical Therapeutic Chemical Classification System ou ATC) est utilisé pour classer les médicaments. C'est le Collaborating Centre for Drug Statistics Methodology de l'Organisation mondiale de la santé (OMS) qui le contrôle. Les médicaments sont divisés en groupes selon l'organe ou le système sur lequel ils agissent ou leurs caractéristiques thérapeutiques et chimiques.
La première publication remonte à 1976. Le système repose sur la Classification anatomique (en anglais : Anatomical Classification) développée par l'European Pharmaceutical Market Research Association (EPhMRA) et le Pharmaceutical Business Intelligence and Research Group (PBIRG).
En France, deux autres classifications du médicament ont cours : la classification UCD et la codification CIP.

## Différents niveaux
La classification ATC repose sur cinq niveaux de classement qui correspondent aux organes (ou systèmes d'organes) cibles, et aux propriétés thérapeutiques, pharmacologiques et chimiques des différents produits. La forme générale du code d'une molécule est « LCCLLCC », où « L » représente une lettre et « C » un chiffre (exemple : A01AA01). Chaque lettre et chaque doublet de chiffres représente un niveau successif.
Le premier niveau (première lettre) définit le groupe anatomique parmi 14 différents. Le deuxième niveau (deux premiers chiffres) donne le sous-groupe pharmacologique ou thérapeutique principal. Les troisième et quatrième niveaux (deuxième et troisième lettres) correspondent à des sous-groupes chimiques, pharmacologiques ou thérapeutiques. Le cinquième et dernier niveau (deux derniers chiffres) indique la substance chimique.
| A | Système digestif et métabolisme                                             |
| B | Sang et organes hématopoiétiques                                            |
| C | Système cardio-vasculaire                                                   |
| D | Dermatologie                                                                |
| G | Système génito-urinaire et hormones sexuelles                               |
| H | Hormones systémiques, à l'exclusion des hormones sexuelles et des insulines |
| J | Anti-infectieux (usage systémique)                                          |
| L | Antinéoplasiques et agents immunomodulants                                  |
| M | Système musculo-squelettique                                                |
| N | Système nerveux                                                             |
| P | Antiparasitaires, insecticides et répulsifs                                 |
| R | Système respiratoire                                                        |
| S | Organes sensoriels                                                          |
| V | Divers                                                                      |

En principe, une molécule unique a un code ATC unique. Cependant, lorsqu'une même molécule est disponible pour différentes voies d'administration topiques, elle dispose d'autant de codes ATC différents. En outre, des molécules qui ont plusieurs indications principales peuvent parfois avoir plusieurs codes correspondants.

## Classifications associées
Le système ATC/DDD est le système ATC auquel on a ajouté une mesure de la dose d'entretien quotidienne moyenne supposée pour un médicament utilisé dans son indication principale pour un adulte (Defined Daily Doses : « dose quotidienne définie »).

### ATCvet
La Classification anatomique, thérapeutique et chimique pour produits médicaux vétérinaires (ATCvet) est utilisée pour classer le médicament à usage vétérinaire. Les codes ATCvet peuvent être créés en plaçant la lettre Q en tête du code ATC de la plupart des médicaments utilisés en médecine humaine. Par exemple, le furosémide à usage vétérinaire a pour code « QC03CA01 ».
Certains codes sont à usage vétérinaire uniquement, comme le « QI : Immunologiques », « QJ51 : Antibactériens pour une utilisation intra-mammaire » ou « QN05AX90 : ampérozide ».

## Divers
Il existe aussi la classification ATC Herbal Classification pour les herbes médicinales.